# Bateau-lavoir
Pour les articles homonymes, voir Bateau-lavoir (homonymie).
Un bateau-lavoir est un ponton, un grand bateau ancré à la rive d'un cours d'eau, transformé en lavoir public.
Au XIXe siècle, certains étaient amarrés en plein centre de Paris. Le peintre hollandais Johan Barthold Jongkind a compris que les bateaux-lavoirs de Paris étaient considérés comme une horreur par de nombreux Parisiens. Ils vont disparaître bientôt des rives de la Seine avec le déménagement des laveries à l'intérieur. Jongkind en était néanmoins fasciné et les peignait fréquemment.

Au XIXe siècle
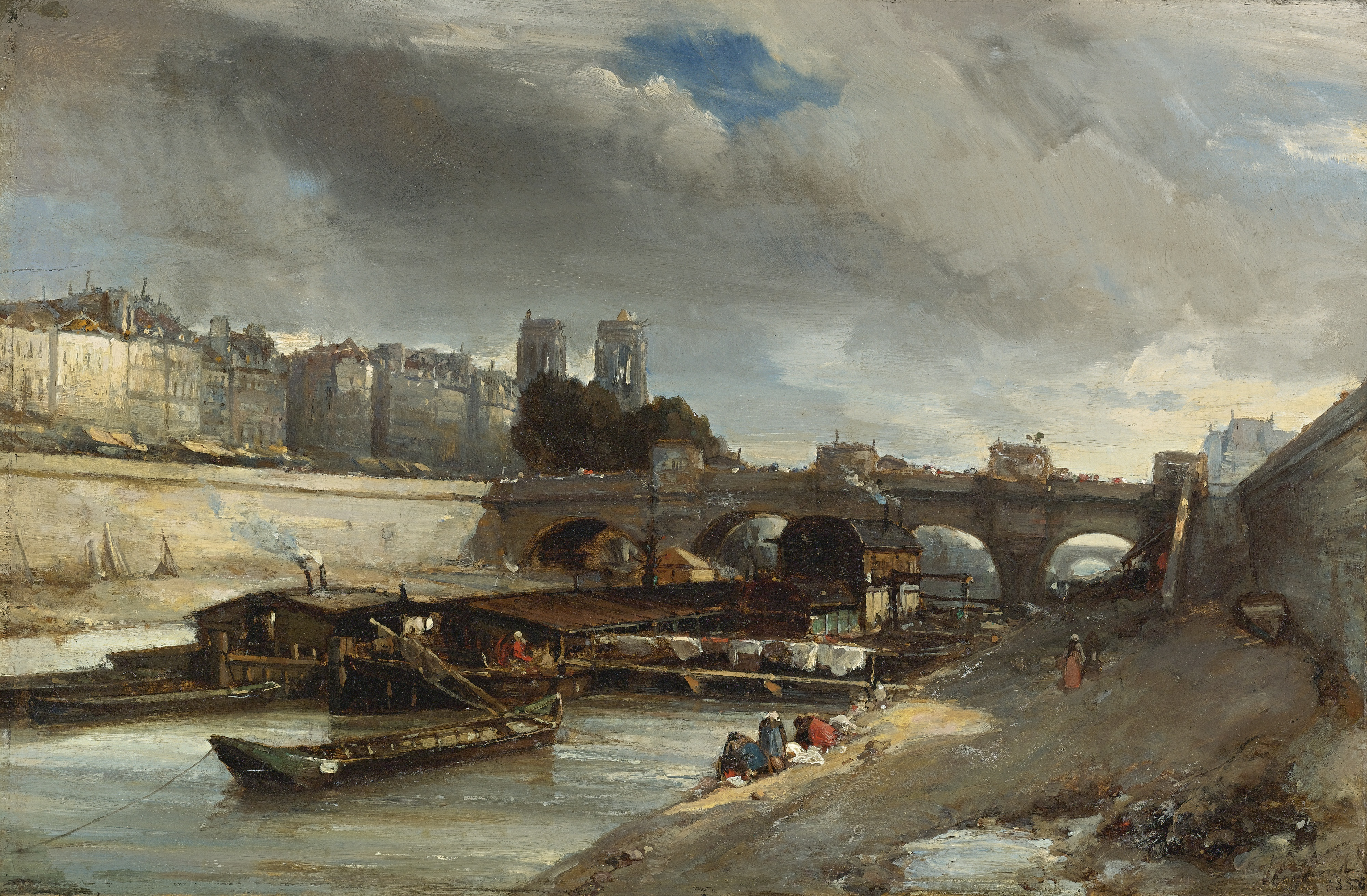
Bateau-lavoir près du Pont Neuf, Paris Johan Barthold Jongkind, 1850 (collection privée, vente 2011).
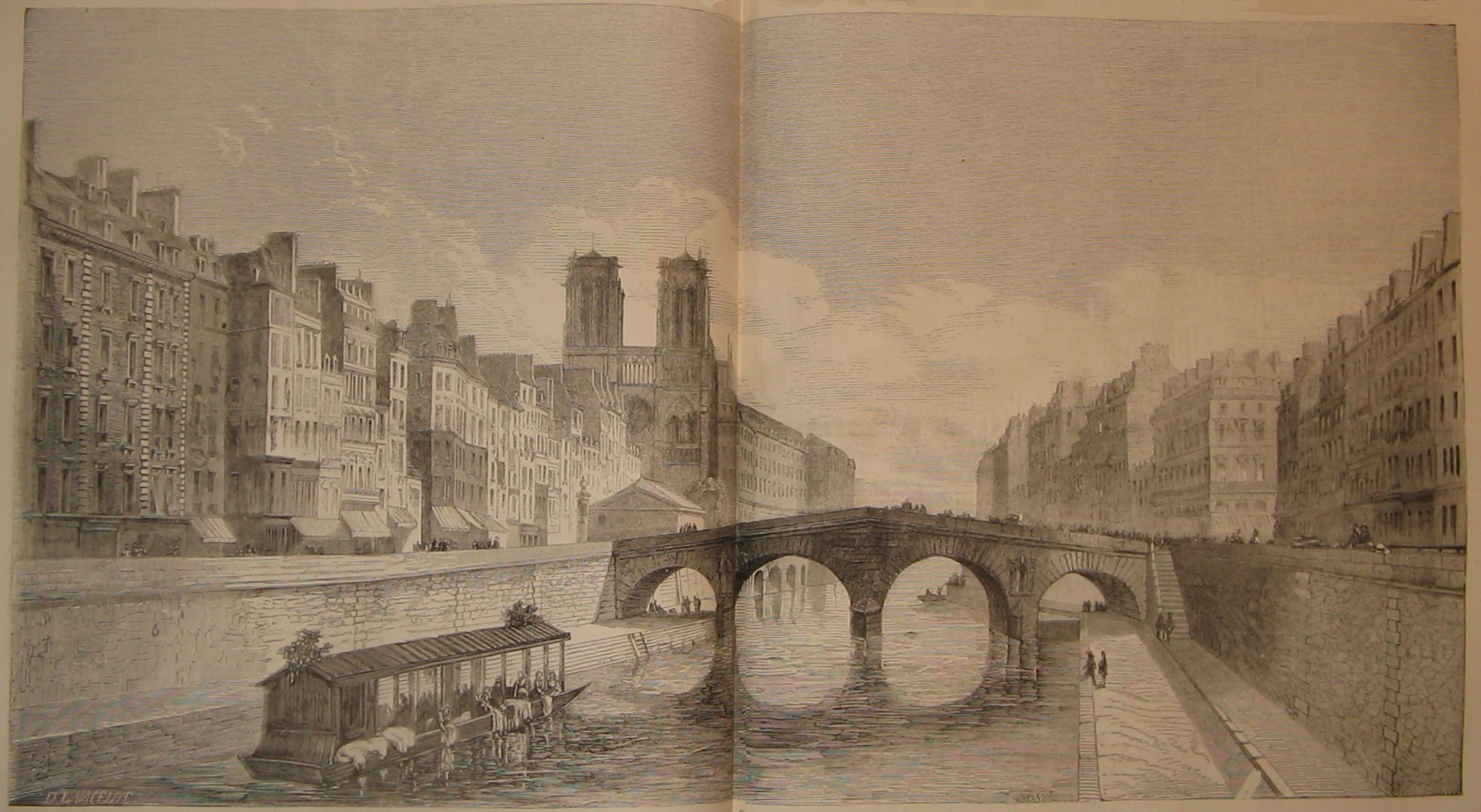
Paris (1857).
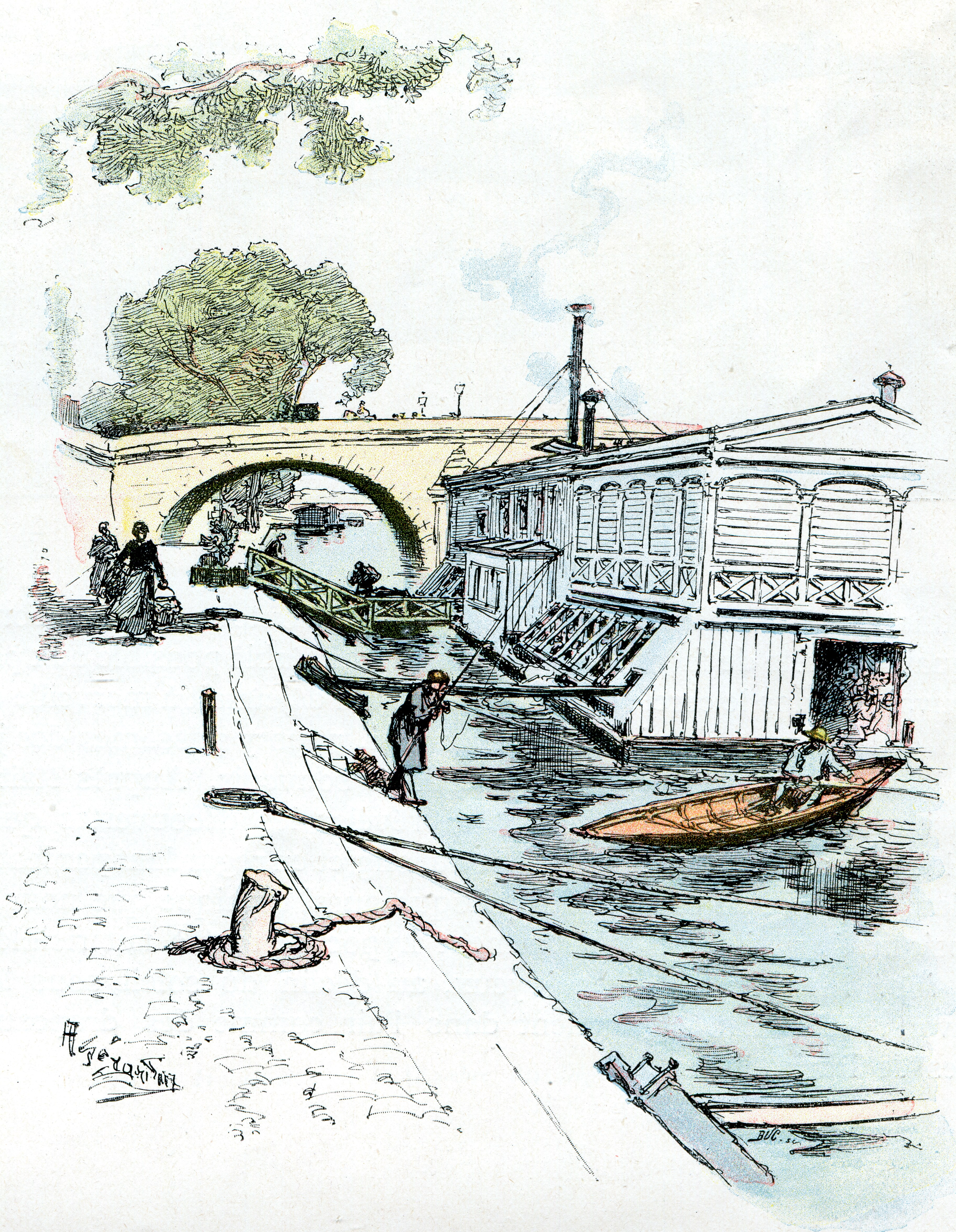
Paris, par Gérardin (1897).

Après 1900
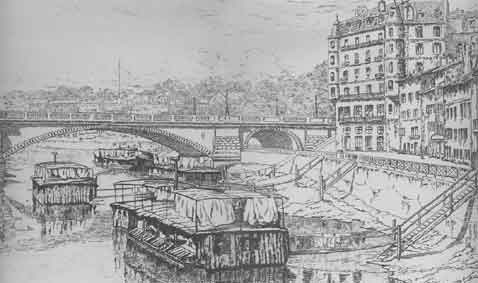
Genève, par Mégard (1905).
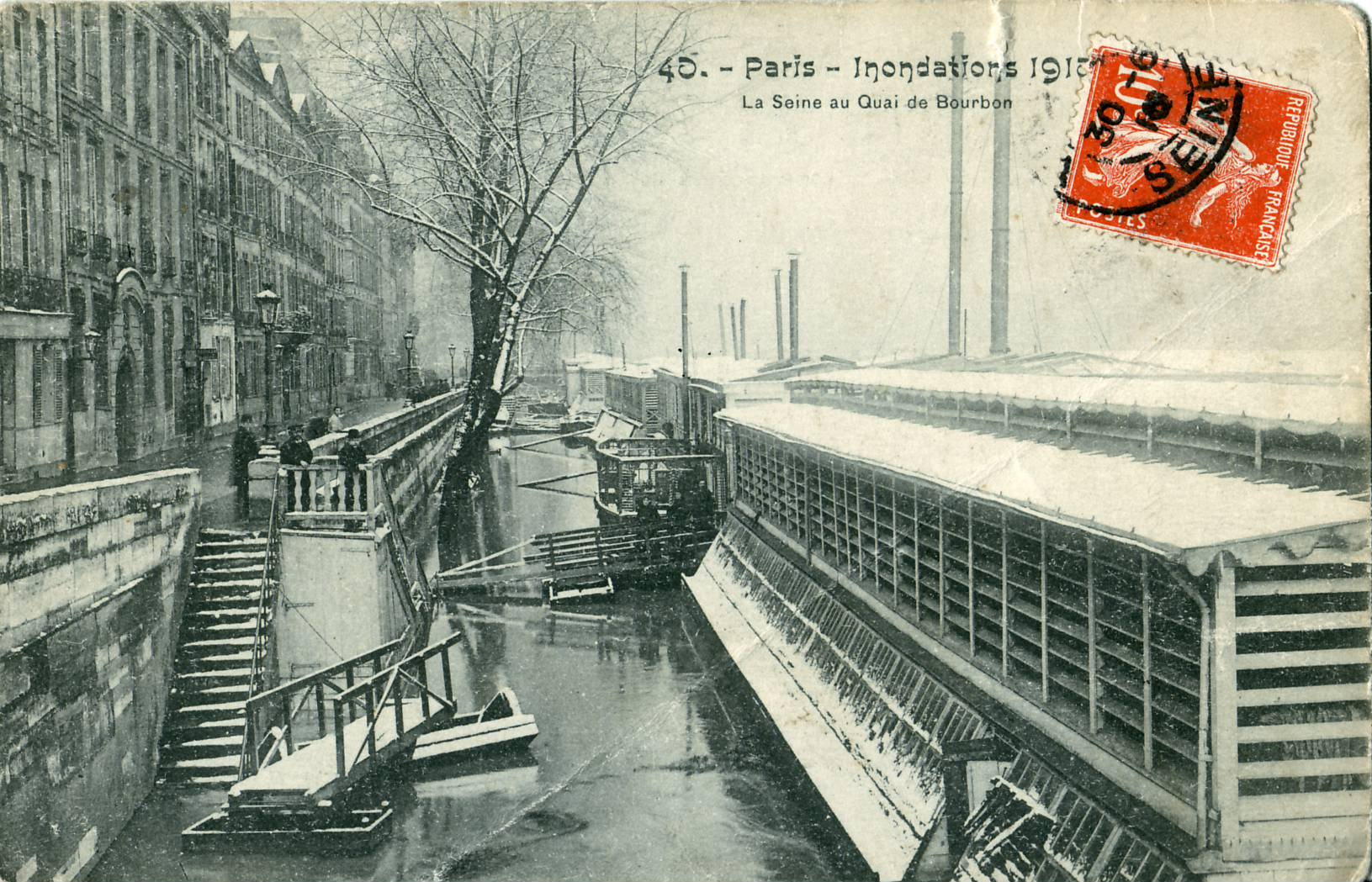
Bateau-lavoir au quai Bourbon à Paris (1910).
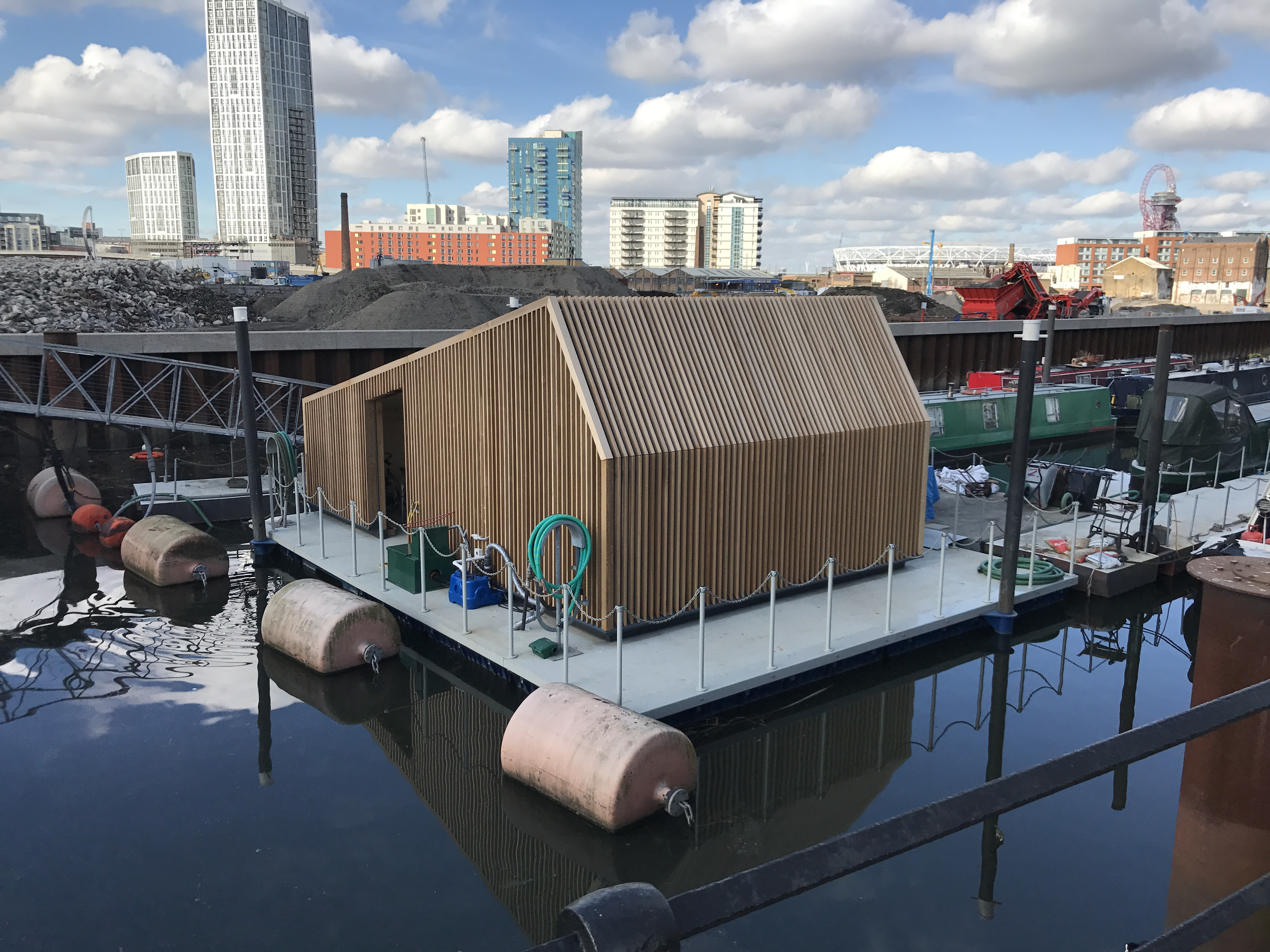
Londres (2017).
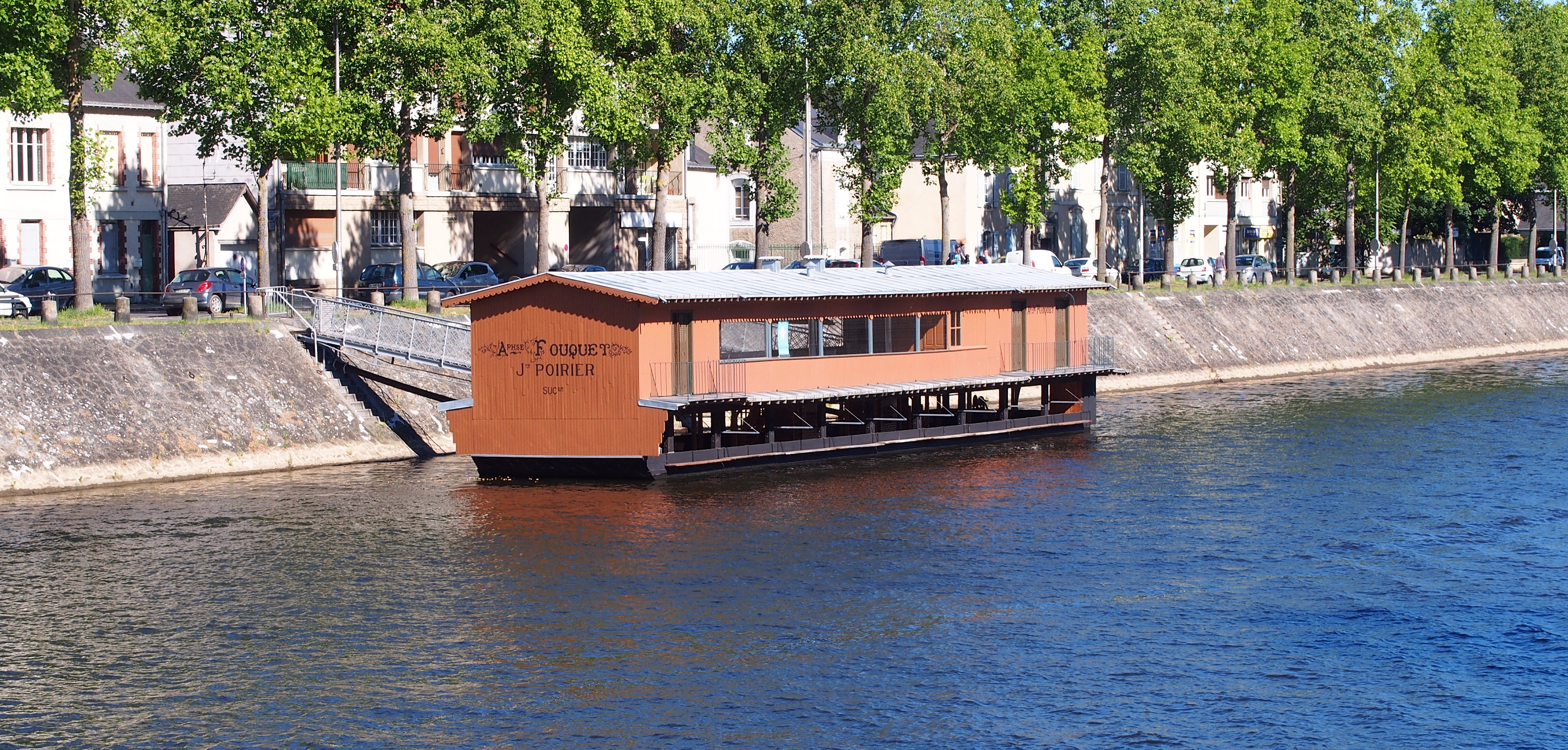
Laval, pays de la Loire (2017).
Bateau-lavoir sur les rives du Rhin à Mayence (vers 1934).
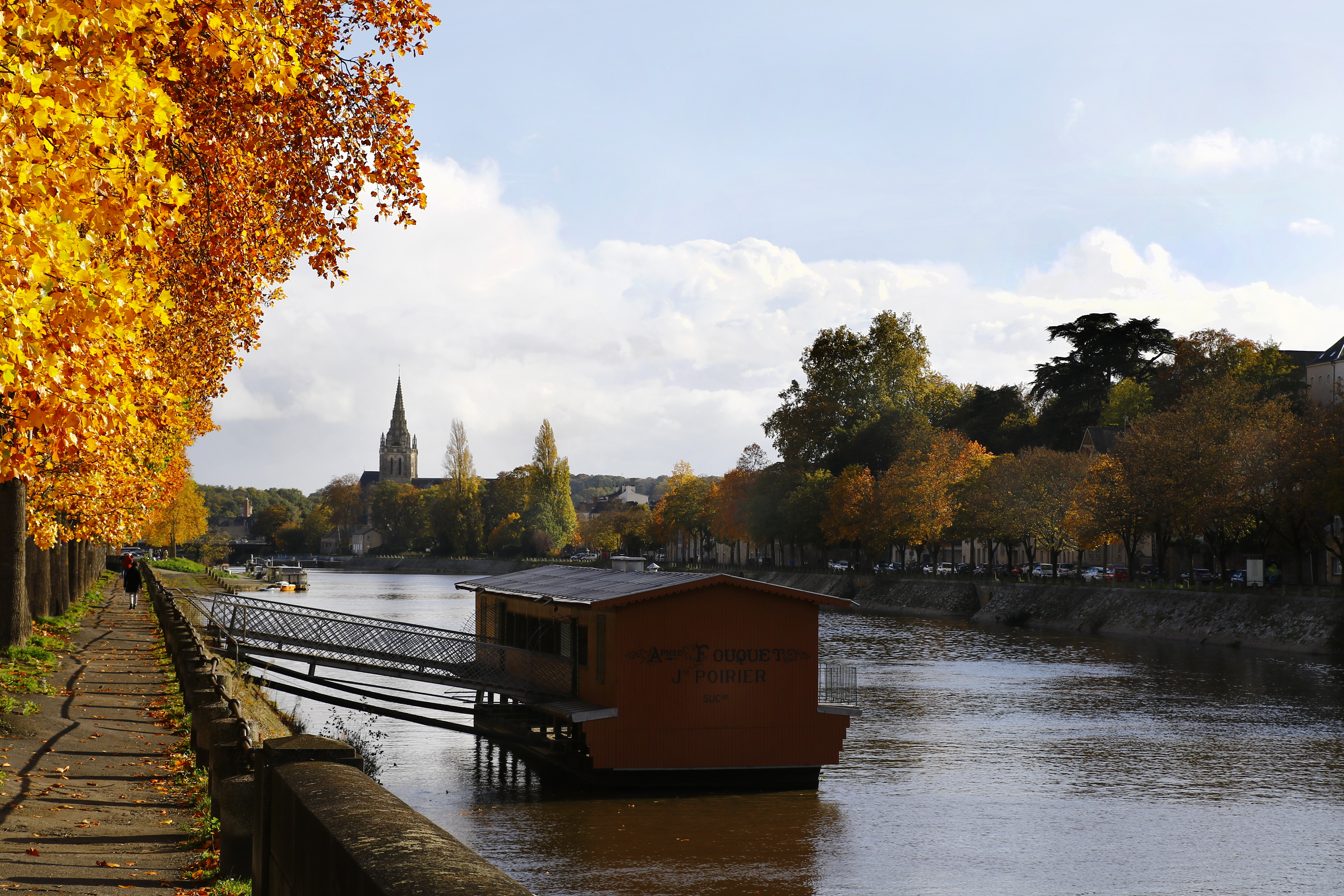
Bateau-lavoir à Laval, sur la Mayenne.